# Kogelkopf
Der Kogelkopf ist ein 1324 m ü. NHN hoher bewaldeter Gipfel in den Bayerischen Voralpen. Er liegt genau auf der Gemeindegrenze zwischen Bad Wiessee und Waakirchen.

## Topographie
Die Kogelkopf bildet einen der Gipfel des Bergrückens, der sich vom Luckenkopf bis zur Holzer-Alm zieht. Der Gipfel ist weglos, aber einfach von nahen Forstwegen aus erreichbar. Er ist vollständig bewaldet und bietet keine Aussicht.

## Trivia
Der Kogelkopf war kurzzeitig in lokalen Medien, da an seinen Hängen ein vermisster Wanderer gefunden wurde.